# Tremors 4: The Legend Begins
Tremors 4: The Legend Begins é um filme de terror de 2004, lançado direto para vídeo e DVD, que estreou em 2 de janeiro de 2004 no canal Sci-Fi. Foi dirigido por S. S. Wilson, e escrito por Brent Maddock, Nancy Roberts, e Wilson. É o quarto filme na série de filmes Tremors. Como uma prequela para os filmes anteriores, que retrata a cidade de Rejection, que é o local que mais tarde seria renomeado para Perfection, o principal cenário para o primeiro filme Tremors. É estrelado por Michael Gross como Hiram Gummer, o bisavô do personagem Burt Gummer, que Gross retratou em todos os outros filmes Tremors.

## Elenco
| Atores              | Personagens      |
| ------------------- | ---------------- |
| Michael Gross       | Hiram Gummer     |
| Sara Botsford       | Christine Lord   |
| Billy Drago         | Black Hand Kelly |
| Brent Roam          | Juan Pedilla     |
| Ming Lo             | Pyong Lien Chang |
| Lydia Look          | Lu Wan Chang     |
| Sam Ly              | Fu Yien Chang    |
| August Schellenberg | Tecopa           |
| J.E. Freeman        | Velho Fred       |